# Sinibrama
Sinibrama is een geslacht van straalvinnige vissen uit de familie van eigenlijke karpers (Cyprinidae).

## Soorten
- Sinibrama affinis (Vaillant, 1892)
- Sinibrama longianalis Xie, Xie & Zhang, 2003
- Sinibrama macrops (Günther, 1868)
- Sinibrama melrosei (Nichols & Pope, 1927)
- Sinibrama taeniatus (Nichols, 1941)
- Sinibrama wui (Rendahl, 1933)